# Agus Medina
Agustín Medina Delgado (Barberá del Vallés, Cataluña, España, 8 de septiembre de 1994), conocido como Agus Medina, es un futbolista español que juega de defensa o centrocampista en el Albacete Balompié de la Segunda División de España.

## Trayectoria
Entró a las inferiores del Valencia C. F. en 2009 a los 14 años. En julio de 2013 se cambió al C. E. Sabadell F. C.
Fue parte del equipo filial, donde logró el ascenso a la Tercera División. El 24 de agosto de 2014 jugó su primer partido profesional ante el Real Betis Balompié.
El 3 de agosto de 2016 fichó por el R. C. Celta de Vigo B como agente libre. Dos años después, el 14 de julio de 2018, fichó por la U. E. Cornellà.
Para la temporada 2019-20 fichó por dos años con el Birmingham City F. C. de la EFL Championship. Debutó con el club inglés el 6 de agosto en la derrota por 3-0 ante el Portsmouth F. C. en la Carabao Cup. Dos días después debutó en la Championship en el empate 1-1 contra el Bristol City F. C. En enero de 2020 regresó a la U. E. Cornellà en calidad de cedido hasta final de temporada. Jugó nueve encuentro en el club español y anotó un gol al Gimnàstic de Tarragona, antes de que la temporada fuera suspendida por la pandemia de COVID-19. Con la confirmación del Cornellà para los playoffs del ascenso, su contrato con el club fue renovado. Anotó un gol en la semifinal y clasificó a la final donde perdieron por 1-0 ante el C. D. Castellón. Regresó a Birmingham al término de la temporada. Tras iniciar la temporada 2020-21 en Inglaterra, en octubre volvió nuevamente prestado a la U. E. Cornellà. Tras la misma siguió en el fútbol español después de firmar con la S. D. Ponferradina.
El 23 de julio de 2023, después de un par de campañas en Ponferrada que terminaron con un descenso a Primera Federación, fue traspasado al Albacete Balompié con el que se comprometió por tres años.

## Clubes
| Club                     | País       | Año       |
| ------------------------ | ---------- | --------- |
| C. E. Sabadell F. C. "B" | España     | 2013-2014 |
| C. E. Sabadell F. C.     | España     | 2014-2016 |
| R. C. Celta de Vigo "B"  | España     | 2016-2018 |
| U. E. Cornellà           | España     | 2018-2019 |
| Birmingham City F. C.    | Inglaterra | 2019-2021 |
| U. E. Cornellà (cedido)  | España     | 2020      |
| U. E. Cornellà (cedido)  | España     | 2020-2021 |
| S. D. Ponferradina       | España     | 2021-2023 |
| Albacete Balompié        | España     | 2023-     |